# Holiday (filme de 1938)
Holiday (pt: A irmã de minha noiva / br: Boêmio encantador) é um filme estadunidense de 1938, do gênero comédia romântica, realizado por George Cukor, este é um remake do filme homônimo de 1930.
O roteiro foi escrito por Donald Ogden Stewart e Sidney Buchman, baseado em peça de teatro de Philip Barry.
O filme foi produzido e distribuído por Columbia Pictures, a música é de Sidney Cutner, Paul Mertz, Joseph Nussbaum e Ben Oakland, a fotografia de Franz Planer, o desenho de produção de Lionel Banks e Babs Johnstone, a direção de arte de Stephen Goossom e Lionel Banks, o figurino de Robert Kalloch e a montagem de Al Clark e Otto Meyer.

## Sinopse
O livre-pensador Johnny Case fica noivo de Julia Seton, a filha do milionário Ned Seton. Mas ele entra em choque com a noiva e com o pai dela quando expõe sua forma livre de viver e ao negar-se a trabalhar, embora queira continuar ganhando dinheiro. Ele só é compreendido pela irmã da sua noiva, Linda Seton, que é considerada a ovelha-negra da família.

## Elenco
- Katharine Hepburn .... Linda Seton
- Cary Grant .... John Case
- Doris Nolan .... Julia Seton
- Lew Ayres .... Edward "Ned" Seton
- Edward Everett Horton .... professor Nick Potter
- Henry Kolker .... Edward Seton
- Binnie Barnes .... Laura Cram
- Jean Dixon .... Susan Elliott Potter
- Henry Daniell .... Seton "Dopey" Cram

## Principais prémios e nomeações
Óscar 1939 (EUA)
- Indicado na categoria de melhor direção de arte.